# Vilson Džoni
Vilson Džoni (albanski: Vilson Xhoni) (24. rujna 1950.), bivši hrvatski nogometaš, obrambeni igrač. 
Bio je brz i prodoran bek, najduže igrao u redovima splitskog Hajduka. Ipak, usprkos 10 uspješnih sezona u "bilom" dresu gdje osvaja 3 naslova prvaka i legendardnih 5 uzastopnih kupova najbolja mu je sezona bila ona u glavnom Hajdukovom rivalu, Dinamu, u koji prelazi zbog neslaganja s upravom "bilih", kada je proglašen najboljim igračem lige te jedne sezone.
Kasnije igra kratko u Schalkeu, te nakon jedne pauzirane sezone postaje jednim od boljih igrača Wattenscheida odigravši tamo 130 utakmica.
U dresu Jugoslavije je debitirao 28. rujna 1974. u Zagrebu protiv Italije (1:0), ali odigrao sveukupno tek 4 utakmice. 
Mnogi ga svrstavaju među najbolje igrače obje najjače hrvatske momčadi. 
Statistika u Hajduku
| Natjecanje        | Nastupi | Zgoditci |
| ----------------- | ------- | -------- |
| Prvenstvo         | 207     | 8        |
| Kup               | 24      | 0        |
| Superkup          | 0       | 0        |
| Međunarodne       | 28      | 1        |
| Splitski podsavez | 0       | 0        |
| Ukupno            | 259     | 9        |
| Prijateljske      | 191     | 15       |
| Sveukupno         | 450     | 24       |